# Кулинич Віктор Пилипович
Кулинич Віктор Пилипович  (26 вересня 1951, с.Чубарівка, Доманівського району, Миколаївської області  — громадський діяч,  — активний учасник національно-визвольної боротьби за незалежність і демократичний устрій України.
Борець  за незалежність України у ХХ сторіччі (ЗАКОН УКРАЇНИ Про правовий статус та вшанування пам’яті борців за незалежність України у XX столітті [Архівовано 21 лютого 2020 у Wayback Machine.]).  Активний учасник чотирьох революцій в Україні.

## Освіта
Криворізький гірничорудний інститут — гірничий інженер-геолог 1974 р., ;
Інституту геохімії та фізики мінералів — аспірантура 1988 р.;
Інститут державного управління і самоврядування при Кабінеті Міністрів України — державне управління 1995 р.

## Біографія та громадсько-політична діяльність
Свою активну громадсько-політичну діяльність Віктор Кулинич розпочинає у 1987 році, коли він разом зі своїми однодумцями створює Українознавчий клуб «Спадщина», а в 1988—1989 рр. стає ініціатором і засновником Товариства української мови ім. Тараса Шевченка та Народного Руху України за перебудову. В
Товаристві української мови ім. Т.Шевченка його обирають членом Правління і відповідальним секретарем Київської організації. Одночасно з цим Віктор Кулинич займається формуванням осередків Народного Руху України за перебудову і входить як керівник мандатної групи до складу Оргкомітету Установчого З'їзду Руху.
Голова республіканського Комітету підтримки Литви, активний організатор і учасник багатьох громадсько-політичних заходів, мітингів і демонстрацій на підтримку проголошення державної незалежності України, усіх загальноукраїнських виборчих та референдумних кампаній, регіональний уповноважений представник Штабу з проведення референдуму про незалежність України (1.12.1991 р.)
У 1992 р. він бере участь в організації Конгресу українців та І Всесвітнього Форуму українців, у 1992—1994 рр. — в організації допомоги українцям Придністров'я і Кубані.
Віктор Кулинич постійно дбає про підвищення свого професійного рівня. З цією метою в 1994 році він вступає за конкурсом до Інституту державного управління і самоврядування при Кабінеті Міністрів України (тепер Національна академія державного управління при Президентові України), після закінчення якого і захисту магістерської дисертації отримує перший (найвищий) рейтинг і ступінь магістра державного управління, що сприяло його
діяльності у Верховній Раді України на посадах консультанта фракції і помічника-консультанта народного депутата України з 1995 р. до 2011 р..
Двічі він проходив стажування в Академії Спілки державних службовців Німеччини (у 1995 р. — Бонн; у 1998 р. — Берлін), тематика яких була присвячена структурі та завданням державного управління Німеччини, а також питанням адміністративної реформи на прикладі східнонімецьких земель. Це дало йому можливість активно застосовувати набуті там знання та досвід у законотворчій діяльності у Верховній Раді України.
З 1992 року Віктор Кулинич активно займається розвитком міжнародних громадських зв'язків, бере участь в організації спільних українсько-польських та міжнародних заходів (форумів, семінарів, конференцій, таборувань тощо) у сфері молодіжної співпраці, місцевого самоврядування, економічних і соціальних реформ, розвитку підприємництва, демократизації суспільства та європейської інтеграції. З 2000 року є президент громадської організації «Польсько-Українська Солідарність».
З 1999 р. до 2013 р. Віктор Кулинич був постійним головою Центральної контрольно-ревізійної комісії Української Народної Партії (до 2003 р. — Українського Народного Руху), а в 2013—2015 рр. — член Центрального Проводу і голова Ради старійшин Народного Руху України.

## Нагороди та відзнаки
- «Орден За мужнісь» III ступеня (2009)